# Dana Air
Dana Air là một hãng hàng không đóng trụ sở tại Ikeja, bang Lagos, Nigeria.

## Điểm đến
- Nigeria
  - Abuja (Sân bay quốc tế Nnamdi Azikiwe)
  - Calabar (Sân bay quốc tế Margaret Ekpo)
  - Lagos (Sân bay quốc tế Murtala Muhammed)
  - Port Harcourt (Sân bay quốc tế Port Harcourt)
  - Uyo (Sân bay Akwa Ibom)

## Đội máy bay
Đội máy bay của Dana Air có các máy bay sau:
- 4 McDonnell Douglas MD-83

## Tai nạn và sự cố
- Ngày 3 tháng 6 năm 2012, một chiếc máy bay thương mại McDonnell Douglas MD-83 vận hành bởi DANA Air theo chuyến bay 992 đã rơi vào một tòa nhà hai tầng ở đường ray Iju, Ishaga ở thành phố lớn nhất Nigeria Lagos. Máy bay có 153 hành khách vào thời điểm bị nạn.[3] No one on board survived.[4]